# Kecamatan Banyuresmi
Kecamatan Banyuresmi är ett distrikt i Indonesien.   Det ligger i provinsen Jawa Barat, i den västra delen av landet, 160 km sydost om huvudstaden Jakarta.